# Caja de ahorros
Una caja de ahorros es un tipo de entidad de crédito, junto con los bancos, las cooperativas de crédito e instituciones particulares (como el Instituto de Crédito Oficial en España). Son instituciones de crédito sin ánimo de lucro y con finalidad social, con marcado carácter territorial. A diferencia de los bancos, los cuales son sociedades anónimas, las cajas de ahorros tienen carácter fundacional, motivo por el que deben destinar parte de sus beneficios a fines sociales. Por ejemplo, en España, una parte de sus dividendos debe ser destinada a fines sociales. También en España, estas tienen representación de impositores, fundadores, empleados, administraciones públicas y grupos de interés en la Asamblea General, órgano supremo de gobierno de las cajas de ahorros.

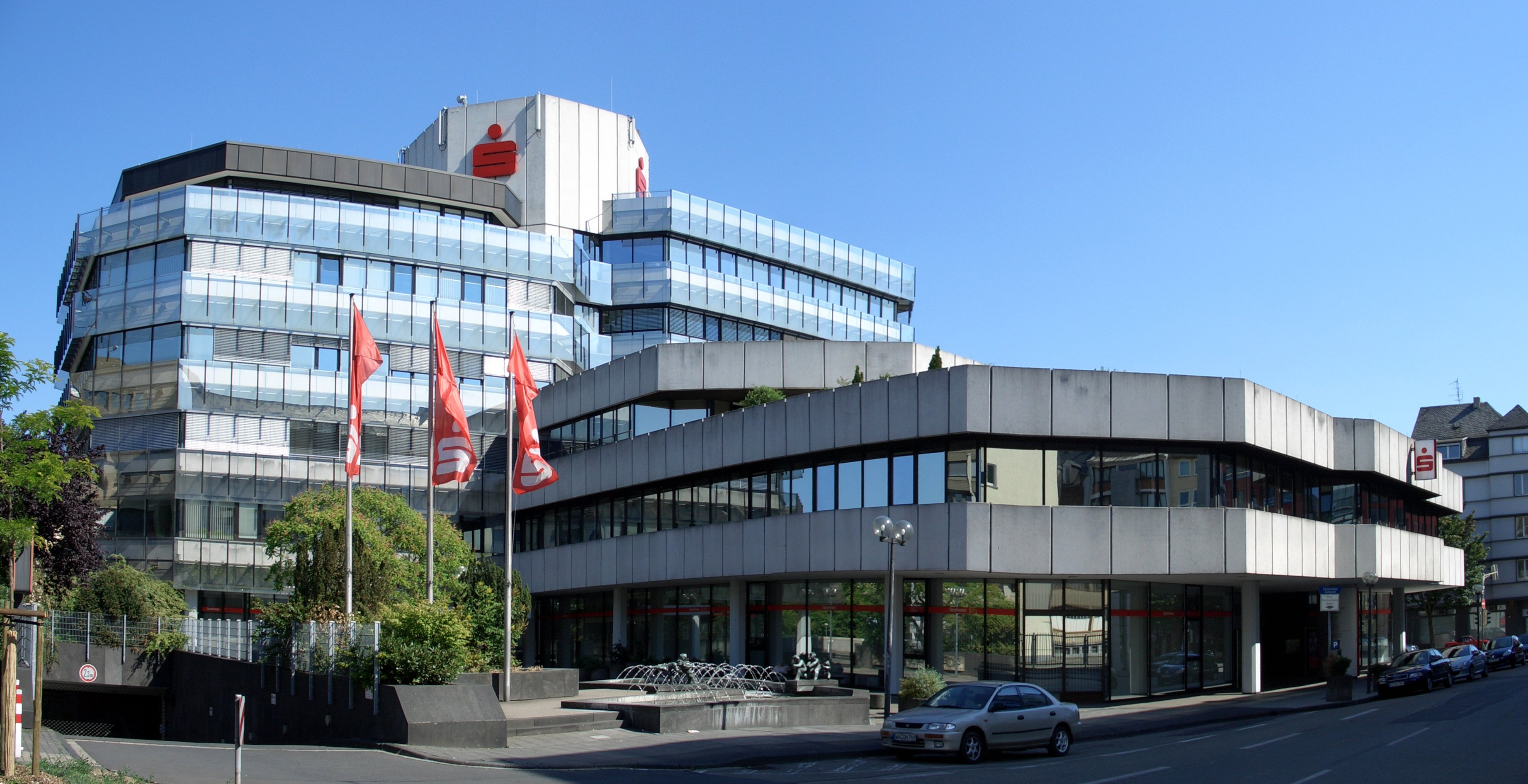
Sede central de Sparkasse Koblenz, la Caja de Ahorros de Coblenza.

## Denominaciones de las cajas de ahorros
Existen cajas de ahorros en países europeos como:
- Alemania: las Sparkassen
- España
- Francia: el Grupo Caisse d'épargne
- Italia: las Cassa di Risparmio, etc.
- Rumanía: la CEC
- Suiza: las Kantonalbanken o Bancos Cantonales

Estas cajas de ahorros están asociadas en el seno del Grupo Europeo de Cajas de Ahorros, salvo las cajas suizas.
También existen en:
- Brasil: Caixa Econômica Federal
- Canadá: Caisses Desjardins
- Perú: las Cajas Municipales de Ahorro y Crédito
- Panamá: Caja de Ahorros de Panamá.
- Chile: Caja de Ahorros de Empleados Públicos.

Existe una asociación mundial de cajas de ahorros, el Instituto Mundial de Cajas de Ahorro.

## Situación por país

### Cajas de ahorros en España

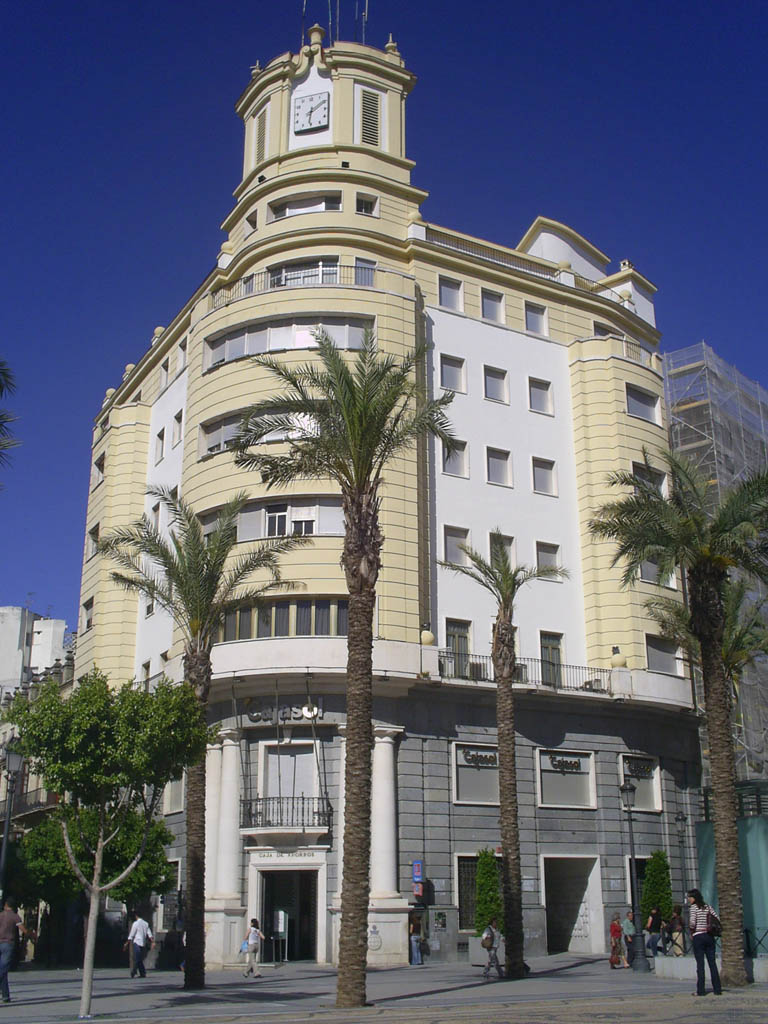
Sede de la Caja de Ahorros de Jerez (primera de España)

En España, el origen de muchas cajas de ahorros está en los Montes de Piedad, que eran casas de empeños orientadas a los pobres y que no entregaban interés sobre los depósitos. La primera Caja de Ahorros de España se fundó en la ciudad de Jerez de la Frontera. Tradicionalmente, las cajas se han dedicado únicamente al fomento del ahorro mediante la captación de depósitos, por los que pagaban una tasa de interés, y a efectuar préstamos sobre el monto depósito, pero no financieros. Además, su clientela tradicional han sido particulares y pymes, y su ámbito de actuación solía ser local o regional. Sin embargo, en España, en 1977 se eliminaron las restricciones legales a su actividad (Reforma de Fuentes Quintana), lo que les permitía ofrecer los mismos servicios que los bancos. Actualmente, la Ley 26/2013 obliga de nuevo a las Cajas de Ahorros a operar dentro de su comunidad autónoma de origen y a no sobrepasar un activo de 10 000 millones de euros, centrándose en la captación de depósitos (no más del 35% del total de su comunidad autónoma de origen) y la financiación de PYMEs.

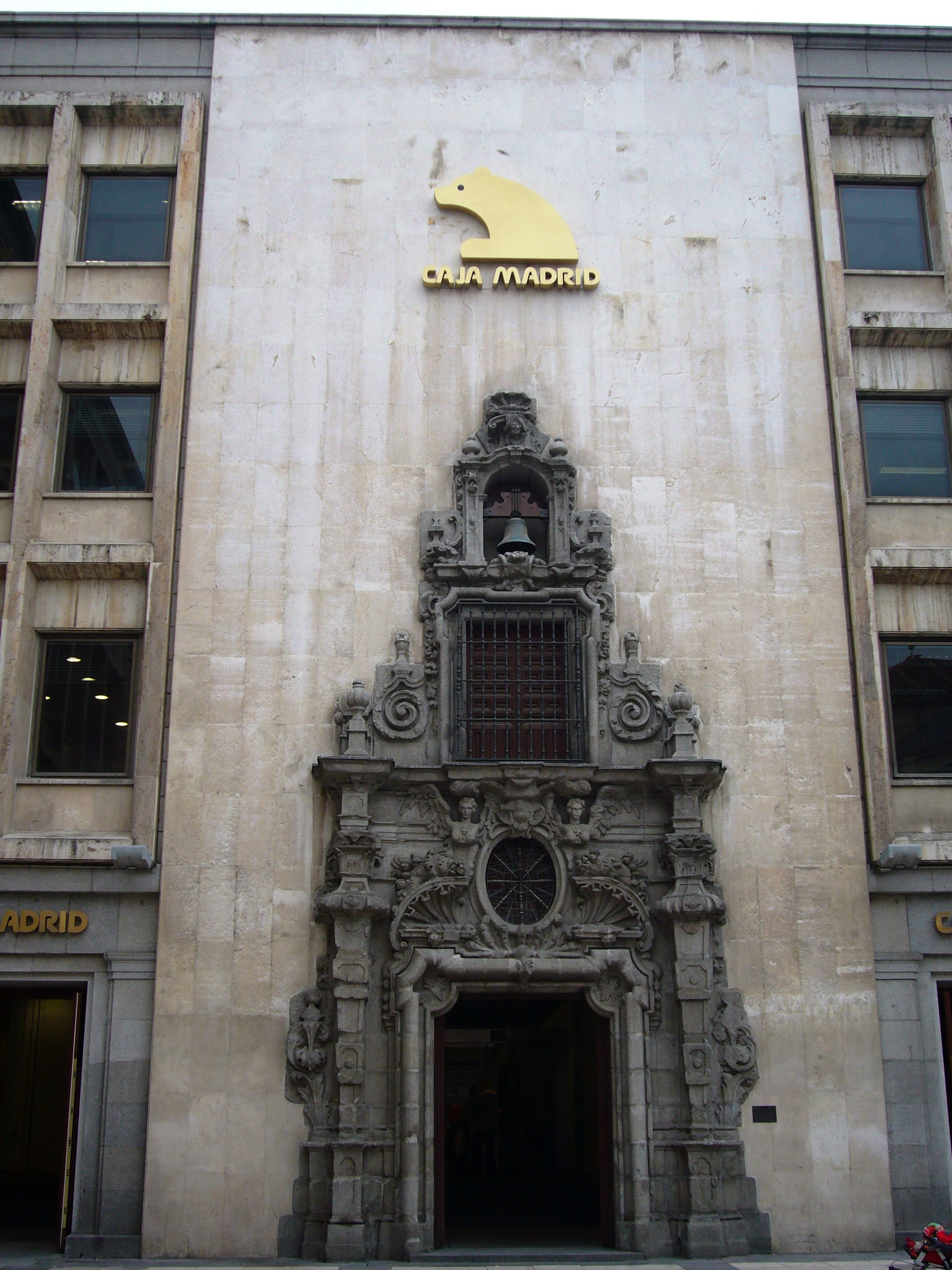
Fachada del Monte de Piedad, conocida como Caja Madrid hasta su integración en Bankia.

Sus órganos de gobierno son elegidos por la Asamblea General, compuesta de 30 a 150 consejeros, representativos de los empleados, las administraciones públicas, los fundadores y grupos de interés del área donde opera.
Actualmente en España ha finalizado un proceso de reforma que implica la transformación en fundaciones bancarias de todas aquellas cajas de ahorros poseedoras bien de un activo superior a 10 000 millones de euros, bien de una cuota superior al 35 % del total de los depósitos en su comunidad autónoma; por ello, han perdido la autorización para actuar como entidad de crédito y conservan un mínimo del 10% de participación en el nuevo banco al que transfirieron su actividad financiera. Las fundaciones bancarias tienen como finalidad la gestión de la obra social y de la participación financiera en una entidad de crédito. La nueva regulación supone la desaparición de todas las cajas de ahorros existentes con excepción de  Caja de Ahorros y Monte de Piedad de Ontinyent y Caja de ahorros Colonya, Caixa d'Estalvis de Pollença. No obstante, la posibilidad de crear nuevas cajas de ahorros sigue existiendo, regulada en el Decreto 1838/1975.

### Caja de ahorro en Chile
La Caja de Ahorros de Empleados Públicos de Chile se creó por ley el 19 de junio de 1858 y la iniciativa de su creación partió de dos de los más hábiles y probos funcionarios de la administración del Presidente Manuel Montt: don Juan Nepomuceno Jara y don Rafael Minvielle.
En la actualidad la Caja de Ahorros de Chile sigue funcionando, aunque se encuentra en un proceso judicial consecuencia de las polémicas y los escándalos de quien fue el administrador general durante prácticamente 60 años, Sergio Gordon Cañas.

### Caja de ahorro en Panamá
La Caja de Ahorros de Panamá es una institución pública, también conocida como la caja de la familia panameña. Se fundó mediante decreto ejecutivo n° 54 del 15 de junio de 1934, bajo el mandato del presidente Harmodio Arias Madrid. Su primer gerente general fue don Guillermo De Roux y sus últimos dos gerentes han sido Andrés Farrugia y Juan E. Melillo, quien se encuentra actualmente ocupando el cargo en esta institución, como consta en el mapa organizacional de su junta directiva.

### Caja de ahorro en México
En México tan solo existen poco más de 600 cooperativas entre autorizadas y no autorizadas, mientras algunas desaparecen o se fusionan con grandes empresas.

#### Características de una cooperativa
- Alternativa sencilla de acceso al ahorro y al crédito con condiciones más viables y favorables para el usuario promedio.
- Tasas de interés competitivas.
- Algunas brindan educación y formación a la gente (programas culturales de ahorro y crédito).
- Presencia en zonas rurales o en ciudades con una población menor a los 100 000 habitantes.
- Permiten depositar montos pequeños y otorgan préstamos más chicos que la banca tradicional.

### Caja de ahorro en Perú
Las cajas de ahorros son reconocidas por la Ley 26702 de 1996 como cajas municipales de ahorro y crédito. Abreviadas como CMAC, se basan en el modelo de las cajas de ahorro de Alemania. Se caracterizan por tener mayor contacto con los microempresarios y por ofrecer una mayor tasa de interés, a diferencia de los bancos tradicionales. En cuanto a depósitos financieros, en 1997, representaban el 2 %.
El contacto con los microempresarios supone un factor de riesgo para las cajas, debido a la concesión de préstamos a personas no cualificadas. También está la dependencia de las municipalidades, que no suelen estar en condiciones de afrontar choques económicos. Las empresas que superan el promedio de morosidad recomendado (un 8 % en 2024) conllevarían su insolvencia y posterior cierre.
En 2024, las cajas municipales más importantes son Arequipa, Huancayo, Piura y Cusco, que se encuentran registradas en la Federación Peruana de Cajas Municipales. Al año siguiente, se estableció que las microfinancieras destinasen la mayoría de su dinero (80 % de sus ingresos del año pasado) a obras de seguridad, salud, transporte, etc., siempre que capitalizaran el 100 % de sus utilidades.